# Agó Páez Vilaró
Magdalena Sofía Páez Rodríguez, más conocida como Agó Páez (Montevideo; 10 de diciembre de 1954) es una artista plástica uruguaya.
Hija de Madelón Rodríguez Gómez y del pintor Carlos Páez Vilaró. Su obra se centra en los mandalas y la filosofía que los fundamenta.

## Ámbito artístico
En 1976 recibe su primera orientación de dibujo del maestro Vicente Martín. El año siguiente cursa estudios de pintura en Buenos Aires, en el taller de Miguel Dávila. En 1989 comienza sus estudios en el taller de Clever Lara y en 1992 comienza a estudiar dibujo con los profesores Guillermo Fernández y Martín Rodríguez. En 1994 realizó un curso de color en el taller de Guillermo Büsch. Estudia Bellas Artes en Argentina, en Brasil y en Uruguay, cerámica con Jaime Nowinsky (1986), talla en madera con Javier Nievas y teatro en el Centro de Estudios Teatrales (CET, 1991) donde decora sus escenarios.

## La familia
El apellido Páez Vilaró es reconocido mundialmente por la obra de su padre Carlos y de su tío Jorge Páez Vilaró, ambos pintores de extensa trayectoria. Casapueblo, la casa de más de 5.000 metros cuadrados construida por su padre en Punta Ballena es un ícono de Punta del Este y del arte como forma de vida. Desde pequeña acompañaba a su padre en el taller y dibujaba con él.
Su hermano Carlitos es un sobreviviente del accidente del avión 571 de la Fuerza Aérea Uruguaya en 1972, conocido después como Tragedia o Milagro de los Andes, esta experiencia la llevó por el camino del autoconocimiento y a utilizar el arte como herramienta espiritual y terapia de sanación. Ha realizado varias veces el camino de Camino de Santiago, el camino del Inca y ha creado un camino al Interior del Uruguay a pie.

Nací en un atelier; mi mundo está unido al arte desde que recuerdo, sólo que yo sentía internamente que el arte debía ser para mí la manifestación del espíritu... 
Agó Páez, 2008,

Junto a sus hermanos Carlitos y Beba, ayudó a su padre a construir Casapueblo, que sería su hogar, de líneas onduladas, sin rectas, plomada ni nivel. Esta arquitectura influyó en su deseo de tener una casa con propiedades similares, lo cual lleva a cabo en su Octógono, ubicado en las Grutas de Punta Ballena, donde traslada el taller que tenía en Carrasco. Es una construcción de barro, con techo de quincho y una cúpula de cristal. Mide 100 m³, muros de 3 m de altura, totalmente hecho a mano con la colaboración de amigos, artistas, escultores, pintores y ceramistas. Allí tiene una huerta biodinámica, desarrolla la pedagogía Waldorf para niños, talleres de mandalas, clases de yoga, encuentros de danza, astrología, cine y permacultura.

## Obra artística

### Los mandalas
El milenario arte de los mandalas puede utilizarse como una sencilla terapia para conseguir la armonía y la paz en un grupo.

Mandala es una palabra que significa círculo. Es una expresión artística que vemos en la mayoría de las civilizaciones y que generan una gran identificación en los chicos porque remite a la figura circular del vientre materno o la figura circular de la Tierra [...] nos genera una conexión con el ser interior, con la paz, con la alegría, con el desarrollo creativo, con lo mejor de nosotros”.
Agó Páez, octubre 2012, Cañuelas, Argentina

### Los murales
En 1997 colaboró con Carlos Páez Vilaró en el mural del Hotel Conrad de Punta del Este. Hay muchos murales en las escuelas uruguayas y argentinas, como el realizado en escuela N.º 3 de San Gregorio de Polanco (Tacuarembó) o el pintado en el balneario Las Grutas, Argentina, junto al de su padre. En 1983 trabajó en varios murales en la ciudad de Maldonado, en 1991 dona 5 murales para los niños de la Cruz Roja de Montevideo, en 1994 realiza 140 m² de murales en la escuela Sanguinetti y diferentes centros de ayuda al menor.

### Otras técnicas
También realiza varias acuarelas con el profesor Dante Piccarelli. En 1998 colabora con su padre en pintar el avión de PLUNA/VARIG.

## Talleres
En 1986 funda el taller para niños Villa Lola junto a Andrea Baridón.
En 2000 proyecta su atelier en el Castillo Pittamiglio donde también dictó clases de pintura.
Realiza talleres en diversos entornos y ocasiones, por ejemplo, durante el Día del Patrimonio en 2007, en el Barrio Sur de Montevideo. Durante décadas la artista recorre escuelas uruguayas (desde 1992) y argentinas (desde 1997) brindando talleres sobre el uso del arte como auxiliar de la enseñanza curricular y la convivencia grupal.
Como en la escuela 22 de Mendoza Grande, departamento de Florida, con maestros rurales de Soriano en 2009, en la Scuola Italiana de Montevideo, en el Colegio Integral de Solymar (Canelones).
Trabaja en Argentina, en 2011 en la escuela rural N.º 21 de Roque Pérez, y en 2012, en Gálvez.
Taller en la Primera Bienal de Educación Artística en Maldonado (2012).
En octubre de 2012 estuvo en el Colegio Bilingüe Silos de Cañuelas, ubicado en la localidad de Alejandro Petión con una propuesta que forma parte de un proyecto escolar de arte y valores.
Realizó una gira por catorce ciudades de Argentina que fueron sede de la Gira Mandálica 2014, la cual finaliza en Rosario con un encuentro artístico y talleres sobre la Técnica del Mandala en La Fluvial, ubicada en el parque nacional a la Bandera, para pintar con los niños un mural colectivo, en una actividad gratuita destinada a toda la familia, así como talleres para adultos.

## Exposiciones
1975 - Realiza su primera exposición individual en Casapueblo
1976 - Expone junto a Pablo Fonseca en Casapueblo
1976 - En Córdoba (Argentina)
1977 - Participa en la exposición de ICUB encuentro de Arte Naif Uruguay Brasil
1977 - Sus cuadros son seleccionados para la primera exposición de Arte Sudamericano en París
1978 - Seleccionan sus dibujos para realizar tapicerías en la calle Alvear Bs. As
1978 - En Galería "Alicia Karlen Gugelmeli"
1979 - En Galería Watergate en Washington, U.S.A.
1982 - En Galería Madison de San Pablo, Brasil
1983 - En Galería de Casapueblo
1985 - En Galería Paseo de las Flores, Bs.As.
1990 - Exposición colectiva en el Cuartel de Dragones de Maldonado
1990 - Exposición colectiva en el Centro del Espectáculo
1990 - En el Museo Agustín Araujo, Treinta y Tres
1991 - En el Shopping Mall Arocena
1991 - Exposición colectiva en el taller Villa Lola
1992 - En el taller Casapueblo
1992 - Exposición colectiva en el Cuartel de Dragones de Maldonado
1993 - Serie atellier en la Embajada de Uruguay en Bs. As.
1993 - En Aldeas Infantiles
1993 - En taller Villa Lola
1993 - En Casapueblo
1994 - En el taller de Clever Lara
1994 - En el taller Villa Lola
1995 - Expone en local de Mecha Gattás en una exposición titulada Brujas
1996 - En Castells & Castells
1996 - En la 6.ª Bienal de Salto
1996 - En el Consulado de Uruguay en Buenos Aires
1997 - En Shopping Mall
1997 - En Intendencia Municipal de Montevideo
1997 - Exposición colectiva "Grandes Pintores" en COFAC
1997 - Exposición "Noche del Ángel" con Mecha Gattás
1997 - Exposición de plásticos uruguayos, en el Ministerio de Industria y Energía
1997 - En el Hotel Conrad de Punta del Este
1997 - En la embajada de Alemania en Uruguay
1997 - En los 100 años de la cultura francesa en Uruguay
1998 - "Mandalas" en el taller museo de Casapueblo
1998 - En el Hotel Conrad, Punta del Este
1998 - Exposición colectiva en Arocena Shopping Mall
1998 - Exposición colectiva en el Ministerio de Industria y Energía
1998 - Participa de la exposición en homenaje a Federico García Lorca, en Santa Lucía
1998 - En el Cabildo de Montevideo " Mandalas y Manoceros"
1998 - Exposición colectiva en la Plaza de Artes
1999 - En el taller museo de Casapueblo
1999 - Presenta su carpeta " Canalización de Mandalas" en Casapueblo
1999 - En el Centro Cultural Recoleta de Buenos Aires, "Mandalas y Unicornios" 1999 - En el Hotel Concordia, Salto
1999 - En el Cabildo de Montevideo
2000 - En la Liga de Fomento de Punta del Este
2000 - En el Hotel San Marcos junto a Olga Manzur, Punta del Este
2000 - Exposición permanente en el taller museo Casapueblo
2000 - En la Rural del Prado
2000 - Participa de una exposíción colectiva en el Anexo del Palacio Legislativo
2011 - En el Espacio 10 ARTE de Buenos Aires, participa como pintora de la muestra "Pasa... Sentí... un recorrido por las emociones"

## Otras actividades
En 1989 dicta cursos de arte para niños en canal 5 y al año siguiente en canal 4 con René Jolivet.
En 1991 trabaja junto a Carlos Giacosa en Canal 12, entrevistando a varios artistas.
En 1996 decora con sus dibujos la obra de teatro "Pepito Superstar".
Además de recorrer escuelas con el patrocinio de Tersuave, Agó Páez Vilaró dirige tres institutos en Argentina donde se dictan talleres de arte. Lleva a cabo diferentes actividades, especialmente en la región de Rosario, de donde procede su madre.
Es ilustradora de libros, como "Atrapasueños" de Helen Velando y "La hora de las magnolias" de Graciela Genta. En 1997 ilustra el libro" La Edad del Deseo" de Mariela Maya, en 1998 el libro "Una luz en mi corazón, mi camino hacia el Islam" de Gabriela González y "El viaje de Sara", de Martha Cash, en 1999 el libro "Mujer musulmana es un ángel de luz" de Gabriela González. En 2000 ilustra el libro "Tanic Attack" de su hermana Beba Páez y "Mensajes de ángeles" de Gracíela Iriondo.
Como escultora, en 1998 dona una pieza para el remate a beneficio del Centro de rehabilitación y Recreación Casa de Gardel "Por una Cabeza". También diseña la escultura que se ubica en la rambla de Atlántida, en diciembre de 2014, como homenaje a su padre, denominada "Un sol para Atlántida". La idea original es del propio Páez Vilaró quien propuso incorporar a la Rambla de Atlántida sus diseños paisajísticos, y después de su fallecimiento, la Comuna Canaria decide rendirle homenaje con un espacio público en su memoria y una escultura evocativa. La escultura fue realizada con el apoyo económico de la empresa Gerdau Laisa S.A. Consta de armaduras de hierro para las cimentaciones y bases y pesa 20 toneladas. El Ministerio de Turismo y Deporte destinó una partida de dinero para la pavimentación, iluminación y equipamiento urbano del espacio público. La Intendencia de Canelones llevó adelante el proyecto y ejecución del espacio público que alberga el sol.
Agó forma parte del equipo de apoyo técnico de la Fundación Logros.
Integra jurados de concursos de artes plásticas como los organizados por COFAC.

## Publicaciones
- "Buscando mi estrella. Por el camino de Santiago de Compostela" (2001)presentado en el Palacio Legislativo por Herrera Producciones y la Embajada de España[23]
- "El Mandala. Mi regreso al centro" Ediciones Rosgal, Montevideo, 2006: es un libro de hojas circulares.

## Reconocimientos
En 1990 seleccionan sus obras para tarjetas de Aldeas Infantiles.
En 1994 obtiene el premio de artista especialmente invitada en el encuentro realizado por lturria y Vázquez en el Parque de Carrasco. En 1999 es invitada a participar del concurso de la Juanicó. En 2000 es invitada por Mercedes Menafra a ser jurado del concurso de artesanías uruguayas "Hecho Acá".
El 12/10/2007, El Correo uruguayo realiza una emisión especial para el sello "Mandala de Agó Páez - Investigación y Conservación de Mamíferos Marinos", con valor de $37 (pesos uruguayos) y una tirada de 15000 unidades, armado por Gabriel Casas, en la categoría: Mandala.
Preside el tribunal del rubro plástica en el concurso de cuento y plástica "Pequeños talentos del Uruguay", entre los escolares del país.
En 2013, el Centro Universitario de Rivera (Uruguay) realiza una publicación impresa con el nombre de Agó Páez Vilaró, donde registra las actividades y producciones generadas durante su estadía en la escuela 111 del Paso de la Estiva.
En 2014, es invitada a pintar la pelota de la selección oficial de fútbol uruguaya, lo cual hacía hasta entonces su fallecido padre, como una forma de continuar la tradición. Pinta un sol azul sobre la superficie de la pelota y tantas estrellas amarillas como jugadores, cuya inicial de apellido acompaña a cada una de ellas.